# Рансельяк, Бернар
Бернар Рансельяк (фр. Bernard Rancillac; 29 августа 1931[…], XIV округ Парижа — 29 ноября 2021[…], Малакофф) — французский живописец и скульптор.

## Биография
Бернар Рансельяк родился на улице Холле в Париже, старшим из пяти братьев, одним из которых, впоследствии стал известным скульптором.
Детство провёл в Алжире, в 1937 году с семьёй вернулся во Францию, во время Второй мировой войны жил со своим отцом в Иссинго, в Верхней Луаре, и учился в религиозном колледже. После войны вернулся в Париж и окончил Лаканальскую среднюю школу. В 1949 году, пользуясь поддержкой семьи, он готовился к обучению рисованию в мастерской Мет Пеннингена, где он встречает художника Бернарда Обертина.
В 1953 году проходил военную службу в Марокко. В местном книжном магазине города Мекнеса были представлены его первые рисунки. Вернувшись во Францию, он организовал свою первую мастерскую в Бур-ла-Рейне в 1955 году, работая учителем. В 1958 году, благодаря контракту с одним из коллекционеров живописи, смог оставить преподавание.
С 1959 по 1962 год Рансельяк изучал гравюры в ателье Стэнли Уильям Хейтера. В 1961 году он выиграл приз за живопись на биеннале в Париже. Вскоре женился.
В 1963 году вокруг галереи Фелс образуется первое ядро Нарративной фигурации. В следующем году вместе с Жеральдом Гассио-Талабо, Эрве Телемаком он является соорганизатором выставки «Современные Мифологии».
В 1966 году он создал свой единственный предмет мебели — кресло-слон, представленный в Музее декоративного искусства в Париже в мае 1968 года.
В 1967 году Рансельяк совершил поездку в Гавану с майским художественным салоном.
Первые ретроспективы его работ состоялись в 1969 году в Витри-сюр-Сен, а затем в музеях Сент-Этьена и Бреста.
В 1970 году переехал в мастерскую в районе Бастилии, а в следующем году переехал в замок Боран-сюр-Уаз, где проработал десять лет.
В 1988 году он совершил поездку в Китай, где читал лекции в главных школах изобразительного искусства.